# Saurauia spectabilis
Saurauia spectabilis är en tvåhjärtbladig växtart som beskrevs av Hort. och William Jackson Hooker. Saurauia spectabilis ingår i släktet Saurauia och familjen Actinidiaceae. Inga underarter finns listade i Catalogue of Life.